# Pasar Blang Pidie
Pasar Blang Pidie is een bestuurslaag in het regentschap Aceh Barat Daya van de provincie Atjeh, Indonesië. Pasar Blang Pidie telt 955 inwoners (volkstelling 2010).